# Dasumia capacii
Espèce
Dasumia capacii est une espèce d'araignées aranéomorphes de la famille des Dysderidae.

## Distribution
Cette espèce est endémique de la province d'Antalya en Turquie,. Elle se rencontre vers Kemer et Konyaaltı.

## Description
Le mâle holotype mesure 5,50 mm et les femelles de 3,65 à 7,10 mm.

## Systématique et taxinomie
Cette espèce a été décrite par Kunt & Özkütük en 2023.

## Étymologie
Cette espèce est nommée en l'honneur de Kazım Çapacı.

## Publication originale
- Kunt & Özkütük, 2023 : « New data on the Harpacteinae of Turkey (Araneae, Dysderidae). » Zootaxa, no 5375(3), p. 379-408.